# モスド

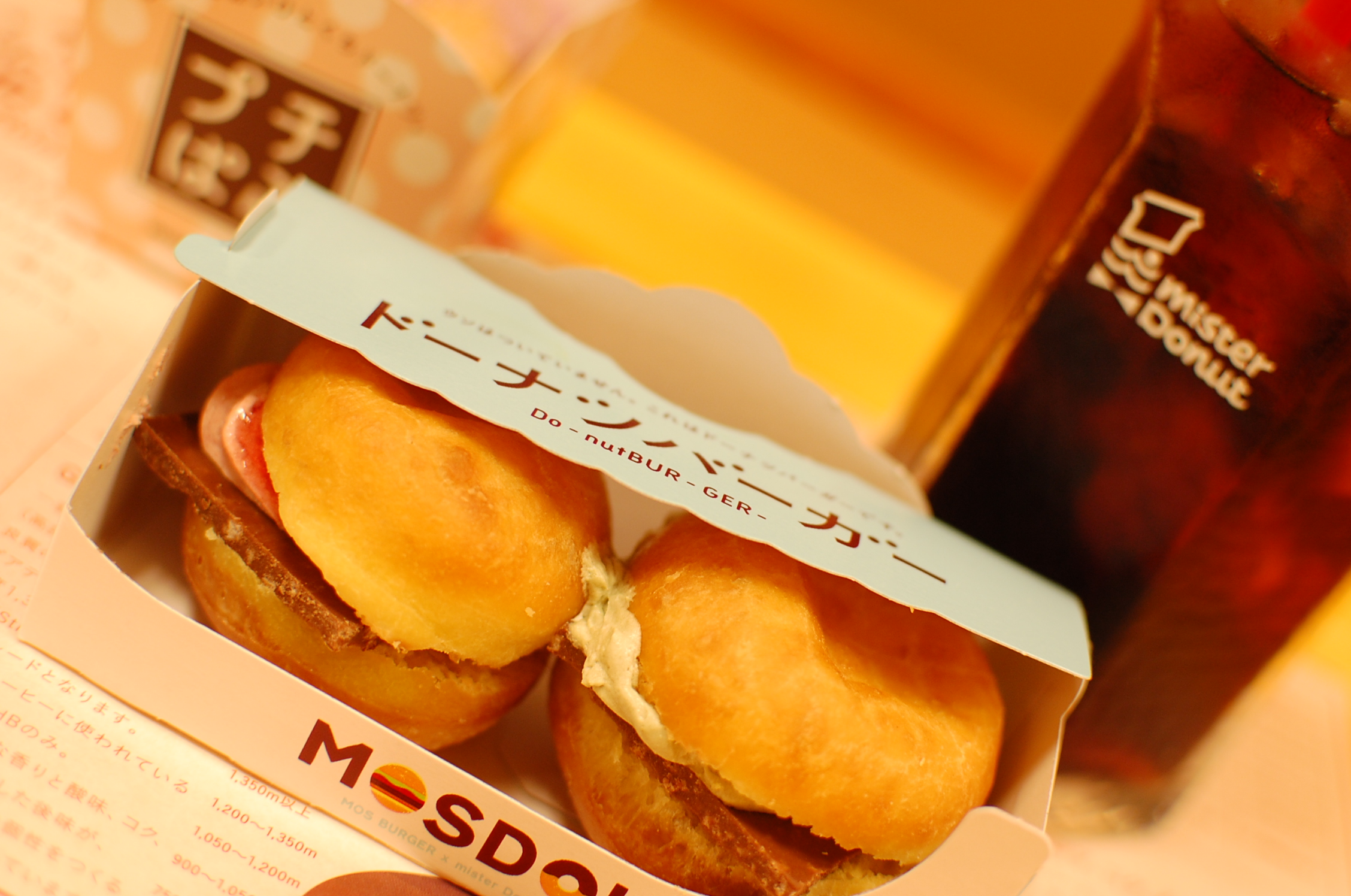
モスとミスドの共同開発商品「ドーナツバーガー」

モスド（MOSDO、もしくはMOSDO!）は、モスバーガー（以下「モス」）を運営するモスフードサービスと、日本におけるミスタードーナツ（以下「ミスド」）の事業を運営するダスキンとが共同で展開する事業の総称。また、実店舗のファーストフード店も運営している。商標『MOSDO』（登録第5350610号）・『MOSDO!』（登録第5259028号、登録第5270115号、登録第5336821号）は両社により共有されている。

## 事業内容
ダスキンとモスフードサービスは2008年（平成20年）2月20日に資本・業務提携し、共同事業として『MOSDO!』を開始。共同開発商品展開時は、『MOSDO!』（感嘆符あり）を共同事業名に採用していた。また、第1号店出店時にブランド名は『MOSDO』（感嘆符無し）、店舗ロゴは『MOSDO!』（感嘆符あり）を採用していた。その後、2号店出店時より『MOSDO』（感嘆符無し）をブランド・店舗名にしている。

### 共同開発商品
共同事業第1弾として、2008年（平成20年）7月23日より、モスがかつての定番商品であった『ホットチキンバーガー』を期間限定で再発売させるのに合わせ、ミスド側も『ホットチキンパイ』を同様に期間限定で売り出した。また、テレビCMも共同で製作。ミスドの店員がモスでホットチキンバーガーを食するもの（モス）と、モスの店員がミスドでホットチキンパイを食するもの（ミスド）があり、大抵の放送局では続けざまに流された。商品と店舗の違いを除けば同じ構成である。
共同事業第2弾として、2009年（平成21年）5月12日より、モスが中央部に穴が開いたハンバーガー『ドーナツバーガー モス（わさびソース）』・『ドーナツバーガー テリ（わさびソース）』を、ミスドがハンバーガーの形をしたドーナツ『ドーナツバーガー』、フライドポテトの形をしたドーナツ『ポテド』を発売。CMには矢口真里と辻希美が出演した。
共同事業第3弾として、2014年（平成26年）5月28日より、モスがミスドの主力商品「フレンチクルーラー」をバンズに使ったハンバーガー『モスのフレンチクルーラー（ぐるぐるチョリソ）』・『モスのフレンチクルーラー（ベリーショコラ）』を、ミスドがモスの主力商品「ライスバーガー」をアレンジした『ミスドのライスバーガー（坦々牛焼肉）』・『ミスドのライスバーガー（あん&カスタード）』を発売。CMはモスのCMキャラクター忽那汐里とミスドのCMキャラクターマツコ・デラックスが出演。マツコがモスに行き店員に「フレンチクルーラーはミスドのもの」と迫るもの（モス）と、忽那がミスドに行き店員に「ミスドにライスバーガーは再現できない」と言うもの（ミスド）があり、どちらも最後にはそれぞれ自社のキャラクターがコラボ商品を食べるシーンで締めくくられる。

### 店舗展開

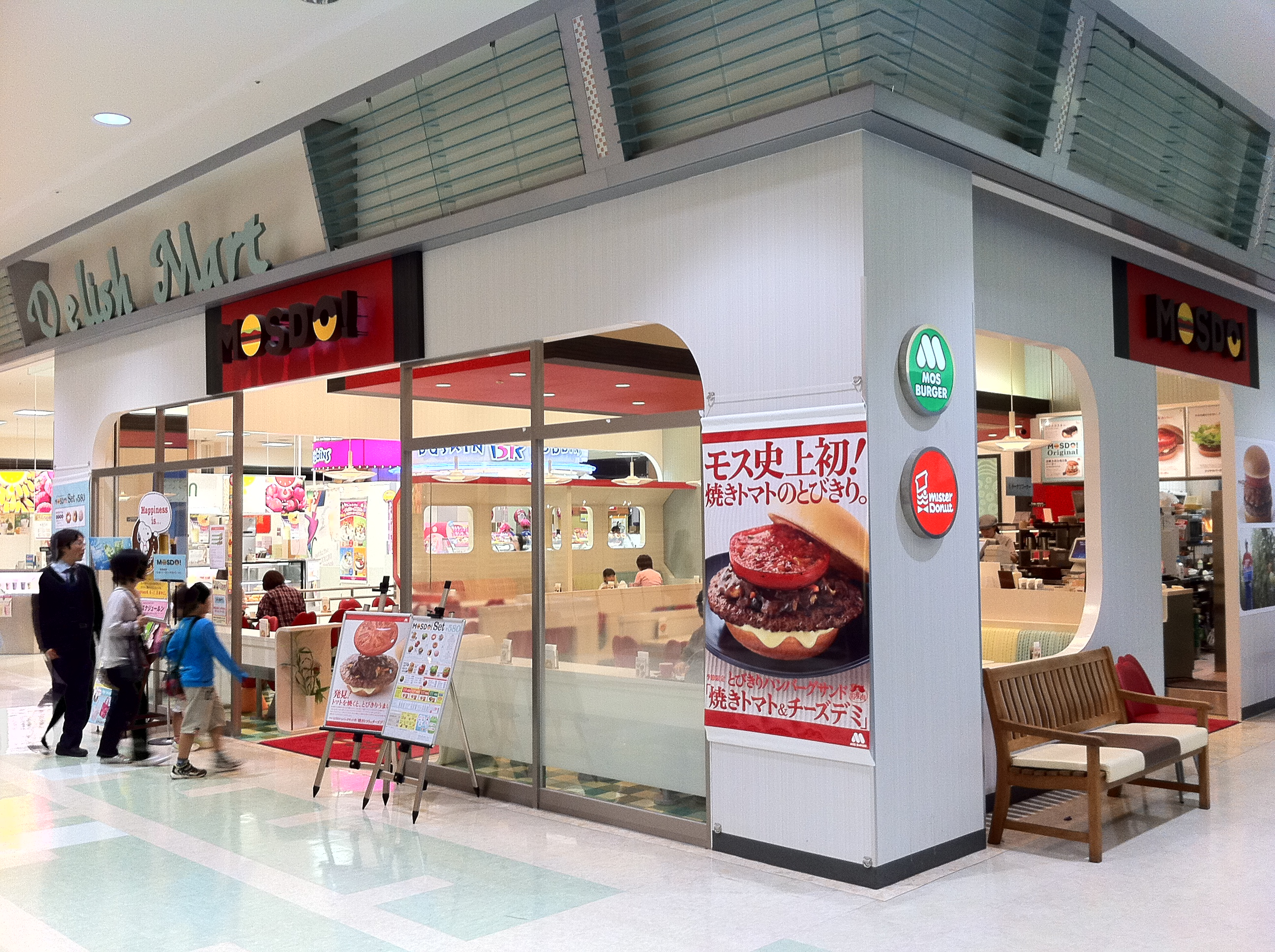
MOSDOイオンモール広島府中ソレイユ店（2011年）

現在営業している店舗では、モスのハンバーガー・サイドメニュー、ミスドのドーナツ・ドリンクを販売している。販売している商品はモス・ミスドで通常販売している商品で、モスのハンバーガーとミスドのドーナツ・ドリンクのセットやモスド限定アイテムのセットも用意されている。なお、モスのデザート・ドリンクおよびミスドのミスター飲茶などの商品は販売されていない。また、ブレンドコーヒー・ホットカフェオレはおかわり自由となっている。
イオンモール広島府中店
2010年（平成22年）4月23日、「MOSDO」ブランドによる共同店舗の1号店としてイオンモール広島府中（旧称・イオンモール広島府中ソレイユ）内に開業した。1号店は、ハンバーガーとドーナツが両方注文できる日本初の店になった。受付カウンターはどちらか一方だけ食べたいという客に配慮してそれぞれ設けているものの、両社のメニューを組み合わせたセットも販売されている。この1号店の営業形態は当初、両社の企業文化やオペレーションを学ぶ場としてのもので、今後の店舗展開において同様の出店はされないとされていた。なお2024年4月現在ではレジシステムはミスタードーナツ仕様のものだけとなっているためミスド発行のクーポン券やギフト券などは利用できるがモス発行のものは利用できない。2015年2月にイオンモール全体のリニューアルにあわせ一時閉店し、7月10日にリニューアルオープンしている。さらには2024年2月8日から3月21日までもリニューアルのために一時休店し3月22日から営業再開している。
またモスド限定バーガーとしてオタフクソースのお好みソースを使用した「海鮮お好み焼き風バーガー」「海鮮お好み焼き風ライスバーガー」が販売されている。

#### 過去の店舗展開
過去に営業を行っていた京都と恵比寿の2店舗では、通常のハンバーガーやドーナツの販売は行わず各店舗オリジナルメニューを販売していた。
京都河原町通りショップ
2号店は2011年（平成23年）9月7日、京都市・河原町通に開店した。この店舗では1号店とは違ってメニューには両社のレギュラーメニューはなく、モスバーガーが開発したデリサンド・パニーニと、ミスタードーナツが開発したデザート・焼きドーナツなどが提供される。2012年（平成24年）10月15日をもって閉店。
恵比寿店
2012年（平成24年）4月1日、首都圏で初めての店舗を東京都渋谷区の恵比寿駅西口に出店する。この店舗では、食事メニューとしてモスフードが10種類以上のサンドイッチを、スイーツとしてダスキンがホットケーキや洋菓子などを提供する。店舗は2階建てで全席禁煙の58席、近隣に勤める20 - 40代のOLやサラリーマンの利用を見込み、客単価680円を想定している。2013年（平成25年）3月10日、「IN THE KITCHEN」に屋号を変更。2014年（平成26年）6月30日をもって閉店し、現在はモス運営のマザーリーフ ティー スタイル 恵比寿店を経て2024年現在モスバーガー恵比寿東店となっている。
関西国際空港ショップ
2015年（平成27年）11月16日、関西国際空港第1ターミナル内のマクドナルド→ファーストキッチン跡に開業した。上記1号店のコンセプトを継承し、モスドおよびモス・ミスドのブランドを訴求する西日本のフラグシップ店舗と位置づけられている。モス・ミスドの「手づくり！できたて！」をアピールするため、ハンバーガーおよびドーナツを製造するキッチンをガラス張りにしている。2020年（令和2年）11月30日をもって閉店。